# ヘルシンキ大聖堂
座標: 北緯60度10分13秒 東経024度57分08秒 / 北緯60.17028度 東経24.95222度

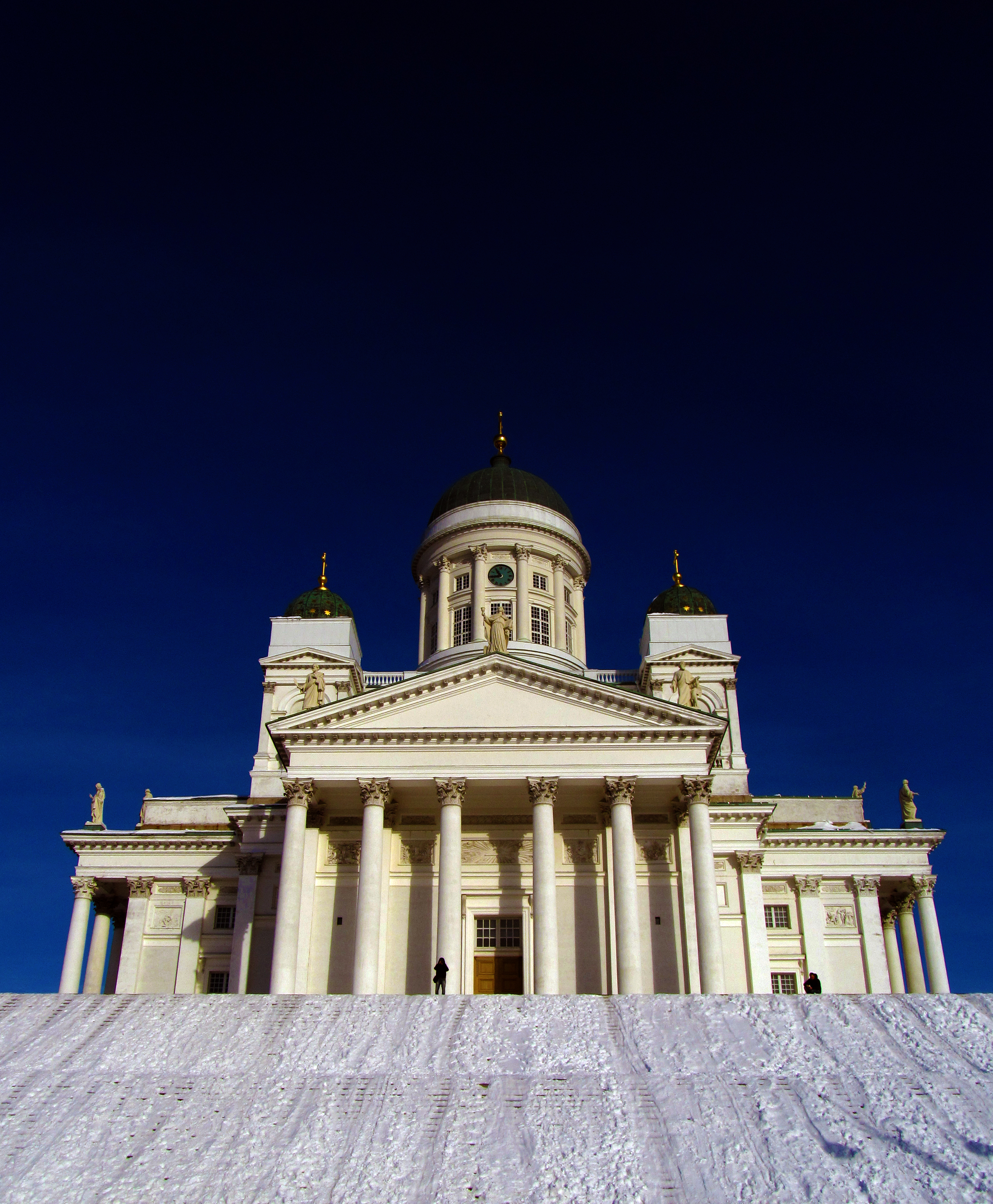
ヘルシンキ大聖堂

ヘルシンキ大聖堂（ヘルシンキだいせいどう、フィンランド語 Helsingin tuomiokirkko）はフィンランドの首都ヘルシンキのほぼ中央にある。この大聖堂はフィンランド福音ルター派教会ヘルシンキ教区に属している。1917年のフィンランドの独立までは、フィンランド大公を務めたロシアのニコライ1世にちなんで「聖ニコラウス教会」と呼ばれていた。
ヘルシンキの中央の市街の風景の特色あるランドマークであるこの教会は1830年から1852年にかけてネオ・クラシック様式に改築された。カール・ルートヴィヒ・エンゲルによって独自にデザインされ、彼の後継者であるエルンスト・ロールマンによって継承された。
今日最も有名なヘルシンキの観光名所である。毎年350,000人を越える人々が教会を訪れ、その中には宗教儀式に参加するものもいる。教会は通常、信仰の奉仕と結婚式のような特別なイベントに使用される。
大聖堂の屋根には12使徒の真鍮の彫刻がある。これは世界最大の真鍮彫刻の一様のコレクションである
大聖堂はしばしばヘルシンキ市全体の象徴として使用される。トゥルク市の象徴にトゥルク城が使用されたり、タンメルコスキ川にかかるハメーンシルタ橋がタンペレを象徴したり、あるいは木こりのろうそく橋と呼ばれる大きな橋がロヴァニエミを象徴するのと同様である。
この大聖堂が建つ前は、もっと小さな教会が同じところにあった。この教会の模倣は雪でできていたが後の2000年代に入ってヘルシンキ元老院広場が建設された。